# Franculino Djú
Franculino Gluda Djú (ur. 28 czerwca 2004 w Bissau) – piłkarz z Gwinei Bissau grający na pozycji napastnika. Od 2023 jest zawodnikiem klubu FC Midtjylland.

## Kariera klubowa
Swoją karierę piłkarską Djú rozpoczął w klubie SL Benfica. W sezonie 2022/2023 był zawodnikiem rezerw tego klubu, jednak nie zaliczył w nich debiutu. Latem 2023 przeszedł do FC Midtjylland. Swój debiut w nim zaliczył 13 sierpnia 2023 w wygranym 2:1 wyjazdowym meczu z Vejle BK. W debiucie strzelił gola.
| Sezon   | Klub         | Kraj       | Rozgrywki    | Mecze | Gole |
| ------- | ------------ | ---------- | ------------ | ----- | ---- |
| 2022/23 | SL Benfica B | Portugalia | Segunda Liga | 0     | 0    |

## Kariera reprezentacyjna
W reprezentacji Gwinei Bissau Djú zadebiutował 11 września 2023 w wygranym 2:1 meczu kwalifikacji do Pucharu Narodów Afryki 2023 ze Sierra Leone, rozegranym w Bissau. W debiucie strzelił gola. W 2024 roku został powołany do kadry na Puchar Narodów Afryki 2023. Na tym turnieju rozegrał trzy mecze grupowe: z Wybrzeżem Kości Słoniowej (0:2), z Gwineą Równikową (2:4) i z Nigerią (0:1).